# Бильгер, Пауль Рудольф фон
Па́уль Рудо́льф фон Би́льгер (Бильгуэр, нем. Paul Rudolph von Bilguer; 21 сентября 1815, Людвигслюст — 16 сентября 1840, Берлин) — один из сильнейших немецких шахматистов 1830-х, один из основателей Берлинской шахматной школы. Офицер. 
Считался едва ли не самым талантливым мастером своего времени. Задумал и начал работу над новаторским «Руководством по шахматам», не завершённым из-за ранней смерти Бильгера. Эту книгу закончил и выпустил в свет в 1843 году, спустя три года после его смерти, друг Бильгера Тассило фон Хайдебранд унд дер Лаза. Руководство Бильгера многократно переиздавалось (последнее, дополненное Г. Кмохом издание вышло в 1930) и до конца XIX века было настольной книгой большинства шахматистов Европы.